# Can Duc (Maçanet de Cabrenys)
Can Duc és un mas del municipi de Maçanet de Cabrenys (Alt Empordà) inclosa en l'Inventari del Patrimoni Arquitectònic de Catalunya.
El mas està format per la juxtaposició de tres cossos ben definits i s'orienta a migdia. El cos central, de planta baixa i pis, té planta rectangular i coberta a dues aigües. Presenta dues crugies paral·leles a la façana, cobertes amb cairats la meitat de ponent i amb voltes de pedra la de llevant. Adossada a la banda de ponent de la façana principal hi ha una terrassa amb un porxo, la qual cobreix l'accés en planta baixa al segon pis cos. Aquest amb coberta a dues aigües, presenta tres crugies cobertes per voltes paral·leles a les anteriors que es comuniquen mitjançant arcs de mig punt recolzats en pilars.
El tercer cos, a llevant del conjunt, és de planta quadrada amb planta baixa i dos pisos, però a diferència dels altres dos volums dels més amb coberta d'un vessant. La planta baixa es cobreix amb cairats de fusta. Aquest cos presenta les obertures-finestres, portes, etc. Emmarcades per pedres ben tallades, el qual marca una cesura respecte a l'aparell de maçoneria i carreuons que domina tot l'edifici. La seva tipologia que l'apropa a una torre, independitza visualment aquest volum del mas, fet que també es reforça per la presència d'una escala exterior, orientada a llevant, que permeten l'accés directe al seu primer pis.